# Камило Голджи
 Камило Голджи (на италиански: Camillo Golgi) е италиански невролог и хистолог, Нобелов лауреат за физиология или медицина през 1906 г.

## Биография
Роден в Кортено, днес Кортено Голджи, край Бреша, в семейството на лекар и сам завършва медицина в университета в Павия през 1865 г. Започва работа като хистолог в университетската лаборатория и лекар в психиатрична клиника. През 1879 – 1880 г. става професор по хистология в университета в Сиена, а от 1880 до 1912 г. професор по хистология и обща патология отново в университета в Павия. В различни периоди от кариерата си заема длъжностите декан на Медицинския факултет и ректор на университета. През 1900 г. е избран за член на италианския сенат.

## Научна дейност
Научните изследвания на Голджи са в областта на неврологията и неврофизиологията.
Един от най-значимите му приноси е разработената от него техника за оцветяване на нервната тъкан със сребърен нитрат, която дава възможност в детайли да се изследва морфологията на съставляващите я клетки. Открива и проучва един вид нервни клетки с къси израстъци, изучава нервните окончания в гръдното зърно и открива наречения на негово име апарат на Голджи – мрежеста структура в животинската клетка с важна роля в клетъчния метаболизъм и мембранния транспорт.
В резултат на изследванията на Голджи се затвърждава схващането, че невронът е основният структурен елемент на нервната система. Експериментално тази хипотеза е доказана и от испанския хистолог Сантяго Рамон и Кахал, с когото през 1906 г. Камило Голджи си поделя Нобеловата награда за физиология или медицина.
Освен в неврологията, Голджи има приноси и в областта на патологията: прави хистологична диференциация на различните видове тумори, изследва плазмодиите, причиняващи малария, и установява зоните от мозъка, които биват поразени при формата на ревматизъм хорея.